# L'estate (Maillol)
L'estate (L'Été) è un'opera dello scultore francese Aristide Maillol. Si tratta di una scultura in bronzo creata tra il 1910 e il 1911 e che esiste in varie versioni.

## Storia

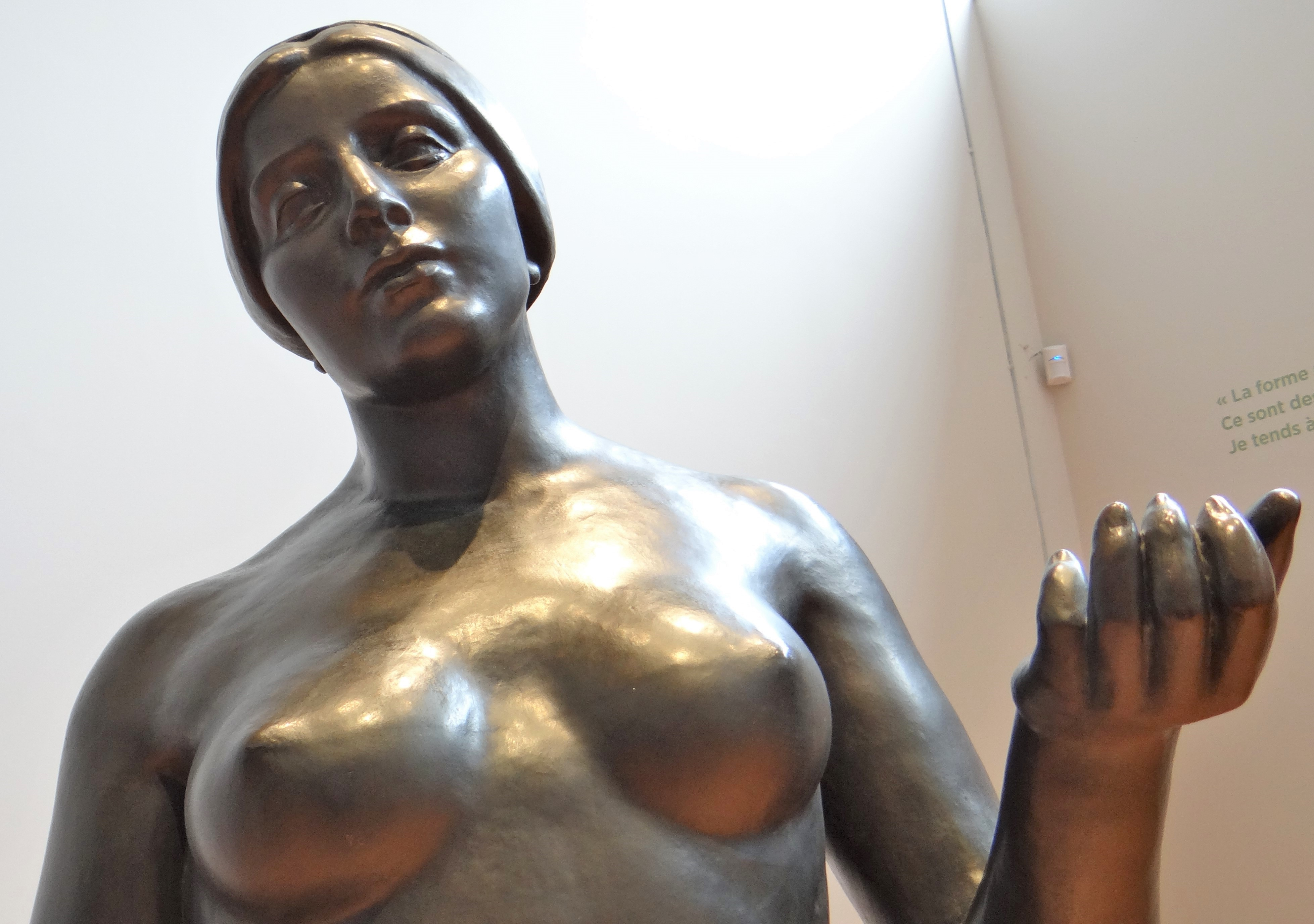
Un dettaglio dell'opera dalla versione del museo Maillol.

Nel 1910, Aristide Maillol espose un modello in gesso della sua opera Pomona, che impressionò un collezionista russo, Ivan Abramovič Morozov. Morozov commissionò all'artista altre tre sculture che formassero un ciclo delle quattro stagioni, Flora, La primavera e L'estate. Prima di arrivare all'opera definitiva, Maillol cominciò con un torso privo degli arti e della testa, quindi realizzò nel 1911 una versione quasi completa dell'opera, ma priva delle braccia. Maillol scolpiva le braccia per ultime perché secondo lui "nascondevano i profili". Questa versione, oggi a Perpignano, è nota con il nome di Été sans bras ("Estate senza braccia"). Dopo la realizzazione dell'opera, ne furono tratte alcune fusioni in bronzo che oggi si trovano ai giardini delle Tuileries, al museo Maillol di Parigi e in qualche museo statunitense.

## Descrizione
L'opera ritrae un nudo femminile in piedi (un foulard che le copre i capelli è l'unico indumento che porta) con la mano sinistra alzata verso il cielo. Questa personificazione dell'estate apre il palmo della propria mano nonostante non regga nulla, a differenza della Pomona, nelle cui mani si trovano dei frutti. La donna assume una posa chiasmica esagerata e il peso del corpo poggia sulla gamba sinistra. Una torsione delle cosce anima il busto con un movimento ondulato. Anche il capo è inclinato, seppur dall'altra parte rispetto al torso.